# 北哈莫尼
北哈莫尼（英語：North Harmony）是位于美国纽约州肖托夸县的一个镇，地处肖托夸县中南部，东靠肖托夸湖。2010年美国人口普查时，该镇有2267人。1919年，北哈莫尼镇从哈莫尼镇分出，正式建立。